# SEVEN YEARS AFTER
「SEVEN YEARS AFTER」（セブン・イヤーズ・アフター）は、プリンセス プリンセスの12枚目のシングル。1991年10月25日発売。発売元はソニーレコード。規格品番はSRDL-3395

## 収録曲
1. SEVEN YEARS AFTER [4:43]
作詞：富田京子、作曲：奥居香、編曲：PRINCESS PRINCESS&笹路正徳
  - TBS『地球ZIGZAG』エンディングテーマ
  - 千葉テレビ『高校野球ダイジェスト'92』テーマ曲
2. I LOVE YOU -窓辺にて- [4:10]
作詞：中山加奈子、作曲：奥居香、編曲：YASUYUKI MORIYAMA

## カバー
- デーモン小暮 - 2007年、CD「GIRLS' ROCK」